# 科西嘉宪法
科西嘉憲法，18世紀下半葉科西嘉島上訂定了2部憲法。1755年建國的科西嘉共和國頒佈了第一次科西嘉憲法。憲法由意大利語的托斯卡納語寫成。托斯卡納語也是當時科西嘉島上菁英階級使用的語言。
受到盧梭在1763年為科西嘉人所寫《科西嘉岛制宪意见书》影響，帕斯夸莱·保利等人擬定该部憲法。1769年，科西嘉共和國遭到法國吞并，憲法失去效力。
第二次的科西嘉憲法，由1794年建立的短命王國英屬科西嘉王國（1794年-1796年）頒佈，引介了有財產限制的普選制。第二次科西嘉憲法當時被視為一套高度民主的憲法。